# 兵库县旗
兵库县旗（日语：／ hyōgoken ki）是日本的47面都道府县旗之一。

## 概要
兵库县旗于1964年6月10日制定。县土两面日本海与濑户内海以及波浪的图案化，同时还隐藏着汉字“兵”。
另外，于1921年制定兵库县章、县旗在县旗制定后也不是完全消失，邮政公司发行的全国邮局号码簿（邮政指南）和全国知事会上都使用原来的县章县旗。。

## 脚注
1. ↑  正式名称は「兵庫県徽章」。大正10年2月10日告示第81号により制定。
2. ↑  .   [2013-04-04]. （原始内容存档于2009-05-03）.